# Сеча (Піран)
Сеча (словен. Seča) — поселення в общині Піран, регіон Обално-крашка, Словенія. Висота над рівнем моря: 64,2 м.